# Gouvernement colonial d'Amérique du Nord
 (octobre 2023).
Si vous disposez d'ouvrages ou d'articles de référence ou si vous connaissez des sites web de qualité traitant du thème abordé ici, merci de compléter l'article en donnant les références utiles à sa vérifiabilité et en les liant à la section « Notes et références ».

Les Treize Colonies (en rouge) en 1775.

L'organisation et la structure du gouvernement colonial britannique d'Amérique du Nord sont dotées de nombreuses compétences et de diverses fonctions. Bien que chacune des Treize Colonies destinées à former les États-Unis d'Amérique ait son histoire et son développement propre, leur gouvernement revêt certaines caractéristiques communes. Lors de la Révolution américaine, bon nombre de ces fonctions s'appliquent à la plupart des colonies, et cet article passe en revue les éléments tels qu'ils figurent entre 1764 à 1775.